# Równowaga hydrofilowo-lipofilowa
Równowaga hydrofilowo-lipofilowa – (ang. hydrophilic-lipophilic balance, HLB) – surfaktantu jest parametrem, mówiącym w jakim stopniu jest on hydrofilowy, czy lipofilowy. Wyznacza się go obliczając wartości tych cech dla różnych regionów cząsteczki (Griffin).  Inną metodę wyznaczania HLB podaje także Davies.

## Metoda Griffina
Metoda Griffina wyznaczania HLB dla niejonowych surfaktantów opisana w 1954:
{\displaystyle HLB=20\cdot {\frac {Mh}{M}}}
gdzie Mh to masa molekularna hydrofilowej części cząsteczki, a M to masa molekularna całej cząsteczki, co daje umowną skalę wartości HLB od 0 do 20.
Wartość HLB równa 0 odpowiada cząsteczce całkowicie hydrofobowej, a wartość 20 cząsteczce zbudowanej w całości z części hydrofilowych.
Wartości HLB mogą być użyte w przewidywaniach właściwości cząsteczek:
- od 1,5 do 3 odpowiada środkom przeciwpieniącym
- od 3 do 6 wskazuje na emulgator typu W/O (woda/olej)
- od 7 do 9 wskazuje na środki zwilżające
- od 8 do 12 na emulgator typu O/W
- od 15 do 20 na solubilizator albo hydrotrop

Powyższy podział jest bardzo umowny. Poszczególne klasy mogą na siebie zachodzić wartościami HLB.

## Metoda Daviesa
W 1957 Davies zasugerował metodę obliczania HLB opartą na grupach chemicznych danej cząsteczki. Zaletą tej metody jest uwzględnienie efektu silnijeszych i mniej silnych grup hydrofilowych na wartość HLB. HLB według tej metody oblicza się według równania:
{\displaystyle HLB=7+m\cdot Hh-n\cdot Hl}
gdzie m to liczba grup hydrofilowych w cząsteczce

Hh to wartość grup hydrofilowych

n to liczba grup lipofilowych w cząsteczce

Hl to wartość grup lipofilowych.